# 노이뮐레역
노이뮐레역(독일어: Bahnhof Neumühle)은 스위스 베른주의 라우퍼스빌 지자체에 있는 기차역이다. BLS AG의 표준궤 졸로투른-랑나우선의 중간 정류장이다.

## 운행편
다음 서비스는 노이뮐레에서 정차한다.
- 베른 S-반 S4 : 툰과 랑나우 사이를 매시간 운행